# Domènec Terradelles

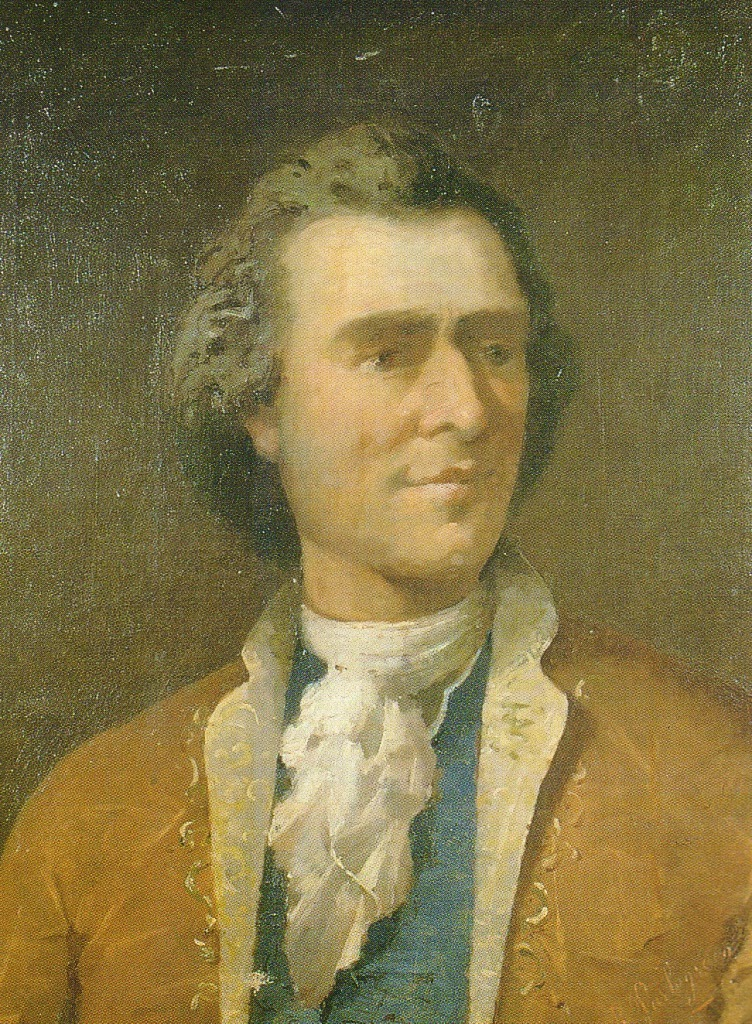
Retrato de Domènech Terradellas, Beniamino Parlagreco, 1885

Domènec Terradellas (13 de fevereiro, 1713 — 20 de maio, 1751) foi um compositor de ópera espanhol da Catalunha.

## Biografia
Domènec Terradelles ou Domenico Terradeglias ou Domingo Terradellas. Nasceu em Barcelona, e estudou com Francisco Valls. Em 1732 foi para a Nápoles estudar no Conservatorio di Gesù Cristo.
Sua primeira ópera, Astarto, foi escrita em Roma, em 1739, e o seu trabalho mais conhecido, é a ópera Merope, composta em 1743. Sesostri re d'Egitto foi um sucesso considerável em 1751. Faleceu subitamente em Roma, em Maio de 1751, em circunstâncias que jamais foram explicadas.

## Obras
- Annibale in Capua (1746), ópera pasticcio, com música co-escrita entre Johann Adolf Hasse, Giovanni Battista Lampugnani e Pietro Domenico Paradies, libretto de Francesco Vanneschi estreada no King's Theatre (Haymarket)
- Artaserse (1744), ópera em três actos, com libretto de Pietro Metastasio estreada em Veneza[2]
- Artemisia (1740)
- Astarto (1739), ópera, estreada em Roma
- Bellerofonte (1747), ópera com libretto de Francesco Vanneschi
- Cerere (1740)
- Didone abbandonata (1750), ópera com libretto de Pietro Metastasio, estreada em Turim
- Ermenegildo, martire (1739), oratorio para solista, estreada em Nápoles
- Giuseppe riconosciuto (1736), oratorio em três actos para solista, libretto de Pietro Metastasio
- Gli intrighi dellà canterine (1740), ópera cómica
- Imeneo in Atene (1750), ópera com libretto de Silvio Stampiglia, estreada em Veneza
- Issipile (1741)

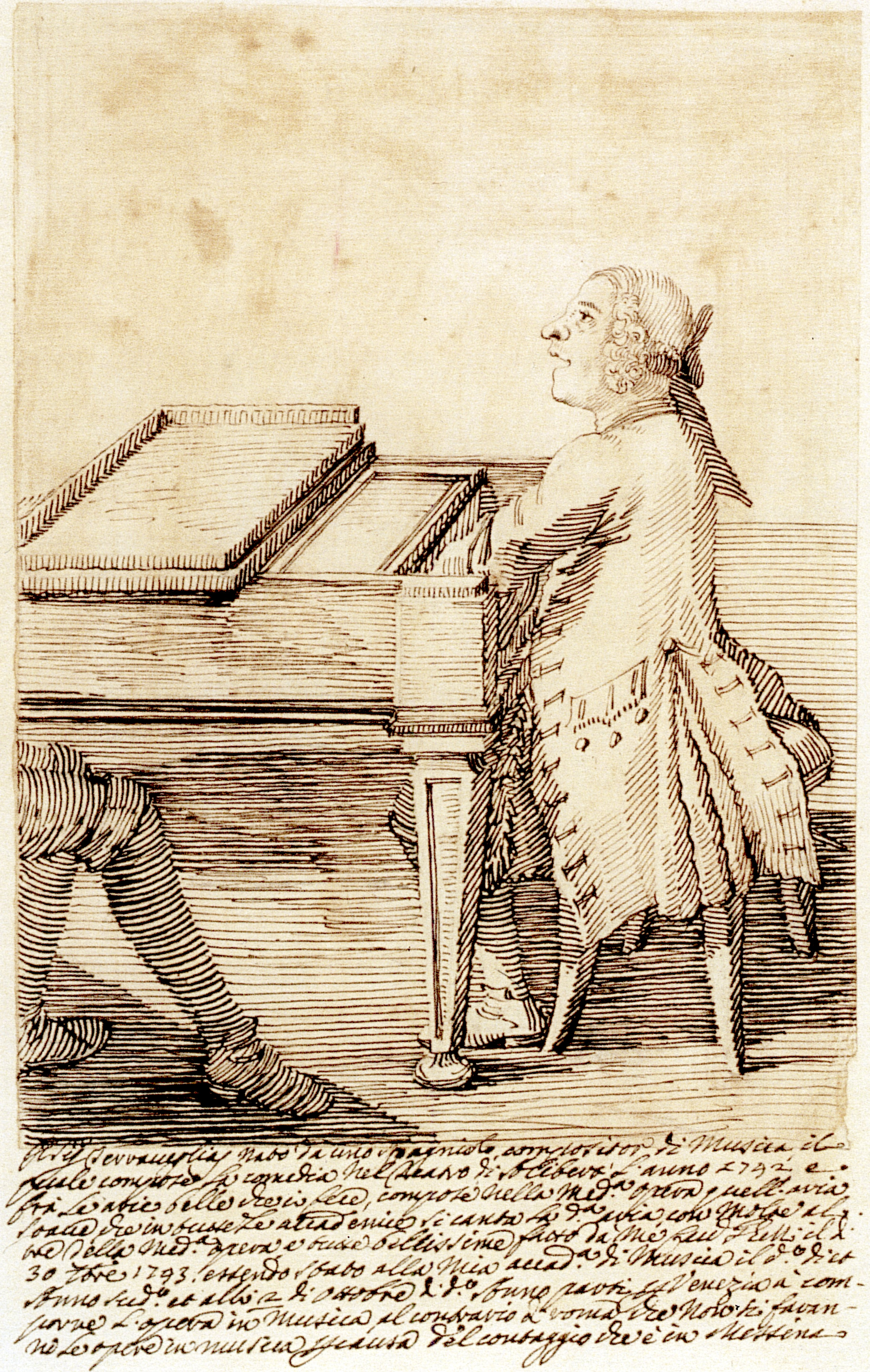
Domènec Terradellas, caricatura da Pier Leone Ghezzi, 1743

- Merope (1743), ópera em três actos, com libretto de Apostolo Zeno e H. Tagliazuchi, estreada em Roma.
- Mitridate (1746), ópera com libretto de Francesco Vanneschi
- Nocturna Procella, moteto
- Plaudite populi, moteto
- Romolo (1740), Gaetano Latilla
- Salm a 5 veus, Santuari d'Arantzazu
- Semiramide riconosciuta (1746)
- Sesostri, re d'Egitto (1751), ópera com libretto de Apostolo Zeno e Pietro Pariati, (Roma e Barcelona 1754)